# Photoscotosia ferrearia
Photoscotosia ferrearia är en fjärilsart som beskrevs av Xue 1988. Photoscotosia ferrearia ingår i släktet Photoscotosia och familjen mätare. Inga underarter finns listade i Catalogue of Life.